# Tzinil
Tzinil es una localidad del estado mexicano de Chiapas. Es parte del municipio de Socoltenango.

## Demografía
| Gráfica de evolución demográfica |
|                                  |

| Censo | Población |
| ----- | --------- |
| 1900  | 15        |
| 1910  | 103       |
| 1921  | 52        |
| 1930  | 102       |
| 1940  | 154       |
| 1950  | 208       |
| 1960  | 325       |
| 1970  | —         |
| 1980  | 466       |
| 1990  | 701       |
| 2000  | 824       |
| 2010  | 1 106     |
| 2020  | 1 339     |